# Branko Silađin
Branko Silađin (Slovenske Konjice, 29. srpnja 1936.) hrvatski je arhitekt. 
Završio je Arhitektonski fakultet u Zagrebu 1962. godine, a od 1969. godine radi u Njemačkoj na javnim i privatnim projektima. Od 1992. godine radi u Zagrebu u projektnom atelijeru Odak-Silađin. Primarno se bavi obnovom i rekonstrukcijom gradskih prostora u kojima ostvaruje spoj povijesnih slojeva i novog urbanog izgleda. 
Njegova najznačajnija djela stvorena su u Zagrebu: rekonstrukcija Zagrebačkog kazališta mladih od 1975. do 1987., Trg bana Josipa Jelačića između 1981. i 1987. te lapidarij Arheološkog muzeja 1985. godine. Ističu se i njegovi privatni projekti, poput obiteljskih kuća. Najpoznatiji primjer je kuća Biškupić u Sutivanu na Braču iz 1993. godine.
Dobitnik je Nagrade "Vladimir Nazor" za životno djelo 2018. godine. 

## Popis projekata
Kronološkim redom:
- rekonstrukcija Zagrebačkog kazališta mladih (1975. – 1987.)
- lapidarij Arhaeološkog muzeja u Zagrebu, 1985.[2]
- preuređenje Trga bana Jelačića u Zagrebu 1981. – 1987. godine (Univerzijada), suautori M. Krajnc i B. Šerbetić
- piramida 'Granit koji pamti', ulica Hrvatske bratske zajednice, Zagreb, 1994.
- Hrvatski paviljon na svjetskoj izložbi u Lisabonu 1998., za što je dobio godišnju nagradu "Vladimir Nazor" za arhitekturu.[3]

## Galerija slika
- Spomenik u Parku Domovinske zahvalnosti u Samoboru
- piramida 'Granit koji pamti', ulica Hrvatske bratske zajednice, Zagreb, 1994. - u povodu 900. godina Zagrebačke nadbiskupije